# NSB El 5
Электровоз NSB El 5 — электровоз строившийся для Норвегии в период с 1927 по 1936 гг.
Электровоз опирается на две двухосные тележки. Электровозы на месте метельников имеют плуговые снегоочистители. На буферном брусе — буфера и винтовая сцепка. Между двумя лобовыми стёклами в одной из кабин входная дверь, в другой просто широкая глухая перегородка, над ней установлен прожектор. Токосъём с контактной сети осуществляется через один из двух токоприёмников.
Эксплуатация электровозов продолжалась до 1972 года. Один из электровозов сохранён в экспозиции Норвежского железнодорожного музея.